# 82e régiment de marche
Pour les articles homonymes, voir 82e régiment.
Le 82e régiment d'infanterie de marche (ou 82e régiment de marche) est un régiment d'infanterie français, créé à la fin de la guerre franco-allemande de 1870-1871 et engagé dans la campagne de 1871 à l'intérieur.

## Création et différentes dénominations
- 22 janvier 1871 : formation du 82e régiment d'infanterie de marche
- 3 septembre 1871 : fusion dans le 82e régiment d'infanterie de ligne

## Chef de corps
Le régiment est commandé par le lieutenant-colonel Chevreuil.

## Historique

### Formation
Le régiment est formé le 22 janvier 1871 au camp de Saint-Médard, près de Bordeaux, à trois bataillons à six compagnies. Il amalgame la 8e compagnie de dépôt du 4e régiment d'infanterie de ligne, la 9e compagnie de dépôt du 5e régiment d'infanterie de ligne, la 8e compagnie de dépôt du 13e régiment d'infanterie de ligne, la 10e compagnie de dépôt du 14e régiment d'infanterie de ligne, la 10e compagnie de dépôt du 17e régiment d'infanterie de ligne, la 9e compagnie de dépôt du 21e régiment d'infanterie de ligne, la 7e compagnie de dépôt du 22e régiment d'infanterie de ligne, les 10e et 11e compagnies de dépôt du 27e régiment d'infanterie de ligne, un détachement du 46e régiment d'infanterie de ligne, la 9e compagnie de dépôt du 52e régiment d'infanterie de ligne, un détachement du 82e régiment d'infanterie de ligne, un détachement du 87e régiment d'infanterie de ligne, un détachement du 92e régiment d'infanterie de ligne et la 1re compagnie de dépôt du 96e régiment d'infanterie de ligne.
Créé peu avant l'armistice de la guerre franco-allemande, le 82e de marche est affecté à la 1re brigade de la 2e division du 26e corps d'armée,.

### Guerre contre la Commune
Le 19 mars, le 82e de marche est affecté à la division de l'armée de Versailles constituée à Satory. Lorsque l'armée est réorganisée le 6 avril, il passe à la 1re division du 2e corps de la 2e armée de Versailles. Le régiment participe à la Semaine sanglante contre les communards.

### Fusion
Rattaché après la fin de la Commune au 2e corps d'armée de l'armée versaillaise, le 82e de marche, par décision du 25 juillet, fusionne avec le 82e régiment d'infanterie de ligne le 3 septembre 1871, gardant son affectation au 2e corps.